# United Parcel Service

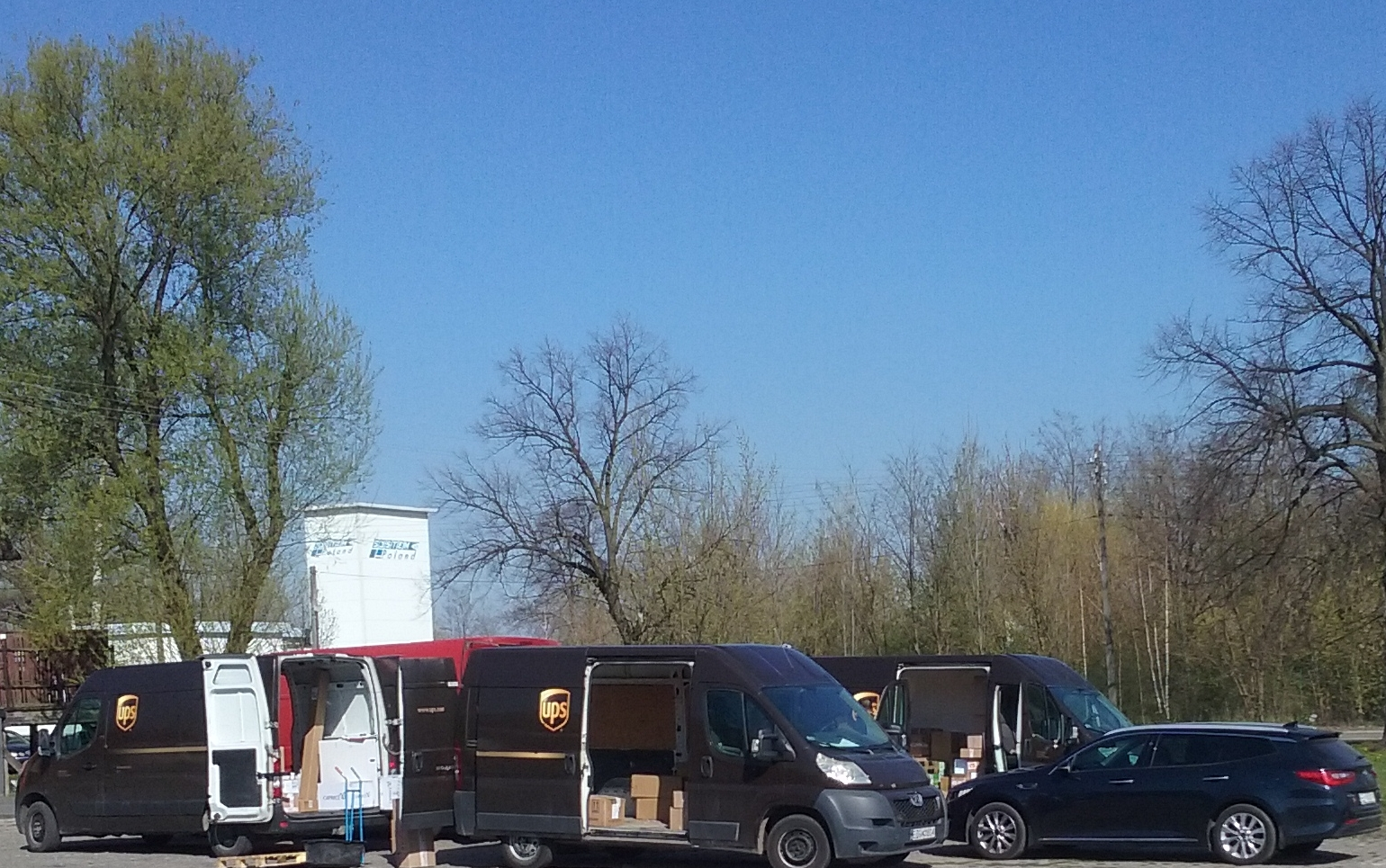
Poranny przeładunek regionalnych wozów UPS, Tomaszów Mazowiecki (woj. łódzkie)

United Parcel Service (UPS) – amerykańskie przedsiębiorstwo zajmujące się przewozem przesyłek i logistyką. Przesyłki docierają do ponad 200 krajów i terytoriów.

## Opis
Przedsiębiorstwo zostało założone 28 sierpnia 1907 roku przez Jamesa E. Caseya jako American Messenger Company w Seattle, w stanie Waszyngton, w Stanach Zjednoczonych. 
W pierwszych latach działalności przedsiębiorstwo zajmowało się dostarczaniem przesyłek, listów i posiłków z restauracji. Na początku pracownicy najczęściej roznosili przesyłki pieszo lub na  rowerze, dopiero w roku 1913 przedsiębiorstwo nabyło swój pierwszy pojazd silnikowy, był to Ford T. Przedsiębiorstwo na rynek europejski wkroczyło w 1976 roku, zakładając pierwszą europejską filię w Niemczech.
UPS posiada dwie centrale danych, jedną w Mahwah, a drugą w Atlancie. Przedsiębiorstwo jest w posiadaniu 14 komputerów mainframe, których wydajność wynosi 52 666 MIPS, a całkowita ilość przechowywanych danych na systemach mainframe i unix wynosi blisko 3 petabajtów.
Jako przedsiębiorstwo amerykańskie, nie może ono dostarczać przesyłek do krajów objętych embargiem przez Stany Zjednoczone, między innymi Korei Północnej, Kuby, Birmy czy niegdyś Iraku czy też Iranu.

## Działalność w Polsce
W 2005 UPS dokonało przejęcia polskiej firmy kurierskiej Messenger Service Stolica.